# Okres Librazhd
Okres Librazhd (albánsky Rrethi i Librazhdit) je okres v Albánii. Má rozlohu 1102 km² a podle odhadu z roku 2004 zde žije 72 000 obyvatel. Nachází se ve východní části země, jeho hlavním městem je Librazhd. V okrese se nachází také město Përrenjas.